# Шак
Шак (грч. Κομνηνάδες, до 1927. грч. Σιάκι) је насељено место у општини Нестрам у периферији Западна Македонија, Грчка. Према попису из 2021. године било је 74 становника.
Према бугарском географу и историчару, Василу Канчову, у Ревану је 1900. године живело 550 Албанаца муслимана. Године 1924. албанско становништво је принудно исељено у Албанију а на њихово место су насељене грчке избеглице из Турске, којих је на попису из 1928. било 254.